# Peptide insulinotrope dépendant du glucose
Pour les articles homonymes, voir GIP.
Le peptide insulinotrope dépendant du glucose (en anglais, gastric inhibitory polypeptide ou GIP) est une entérogastrone (hormone gastro-intestinale) découverte par Brown et al. en 1969. Il s'agit d'un peptide de 42 acides aminés sécrété par les cellules K du duodénum en période post-prandiale. Son expression est régulée par les nutriments (glutamine, acide linoléique) ainsi que par l'AMPc et notamment le glucose. Le GIP potentialise la sécrétion d'insuline stimulée par le glucose au niveau du pancréas et participe à la régulation du métabolisme énergétique. De ce fait, le GIP appartient à la famille des incrétines. Son gène GIP est situé sur le chromosome 17 humain.
Le GIP lie le GIPR, un récepteur à 7 domaines transmembranaire couplé à une protéine G (GPCR).